# Team HTC-Columbia/Saison 2009
Erfolge und Fahrer des Team HTC-Columbia in der Saison 2009.

## Saison 2009

### Erfolge beim World Calendar 2009
| Datum          | Rennen                           | Fahrer                  |
| -------------- | -------------------------------- | ----------------------- |
| 20. Januar     | 1. Etappe Tour Down Under        | André Greipel           |
| 17. März       | 7. Etappe Tirreno–Adriatico      | Mark Cavendish          |
| 21. März       | Mailand–Sanremo                  | Mark Cavendish          |
| 8. April       | Gent–Wevelgem                    | Edvald Boasson Hagen    |
| 9. April       | 4. Etappe Baskenland-Rundfahrt   | Michael Albasini        |
| 10. April      | 5. Etappe Baskenland-Rundfahrt   | Marco Pinotti           |
| 28. April      | Prolog Tour de Romandie (EZF)    | František Raboň         |
| 1. Mai         | 3. Etappe Tour de Romandie (MZF) | Team Columbia-High Road |
| 9. Mai         | 1. Etappe Giro d’Italia (MZF)    | Team Columbia-High Road |
| 15. Mai        | 7. Etappe Giro d’Italia          | Edvald Boasson Hagen    |
| 16. Mai        | 8. Etappe Giro d’Italia          | Kanstanzin Siuzou       |
| 17. Mai        | 9. Etappe Giro d’Italia          | Mark Cavendish          |
| 20. Mai        | 11. Etappe Giro d’Italia         | Mark Cavendish          |
| 22. Mai        | 13. Etappe Giro d’Italia         | Mark Cavendish          |
| 24. Mai        | 7. Etappe Katalonien-Rundfahrt   | Greg Henderson          |
| 10. Juni       | 4. Etappe Dauphiné Libéré (EZF)  | Bert Grabsch            |
| 14. Juni       | 2. Etappe Tour de Suisse         | Bernhard Eisel          |
| 15. Juni       | 3. Etappe Tour de Suisse         | Mark Cavendish          |
| 17. Juni       | 5. Etappe Tour de Suisse         | Michael Albasini        |
| 18. Juni       | 6. Etappe Tour de Suisse         | Mark Cavendish          |
| 19. Juni       | 7. Etappe Tour de Suisse         | Kim Kirchen             |
| 20. Juni       | 8. Etappe Tour de Suisse         | Tony Martin             |
| 5. Juli        | 2. Etappe Tour de France         | Mark Cavendish          |
| 6. Juli        | 3. Etappe Tour de France         | Mark Cavendish          |
| 14. Juli       | 10. Etappe Tour de France        | Mark Cavendish          |
| 15. Juli       | 11. Etappe Tour de France        | Mark Cavendish          |
| 24. Juli       | 19. Etappe Tour de France        | Mark Cavendish          |
| 26. Juli       | 21. Etappe Tour de France        | Mark Cavendish          |
| 5. August      | 4. Etappe Polen-Rundfahrt        | Edvald Boasson Hagen    |
| 7. August      | 6. Etappe Polen-Rundfahrt        | Edvald Boasson Hagen    |
| 8. August      | 7. Etappe Polen-Rundfahrt        | André Greipel           |
| 24. August     | 6. Etappe Eneco Tour             | Edvald Boasson Hagen    |
| 25. August     | 7. Etappe Eneco Tour (EZF)       | Edvald Boasson Hagen    |
| 18.–25. August | Gesamtwertung Eneco Tour         | Edvald Boasson Hagen    |
| 31. August     | 3. Etappe Vuelta a España        | Greg Henderson          |
| 1. September   | 4. Etappe Vuelta a España        | André Greipel           |
| 3. September   | 5. Etappe Vuelta a España        | André Greipel           |
| 15. September  | 16. Etappe Vuelta a España       | André Greipel           |
| 20. September  | 21. Etappe Vuelta a España       | André Greipel           |

### Erfolge in der Continental Tour 2009
| Datum             | Rennen                                          | Fahrer               |
| ----------------- | ----------------------------------------------- | -------------------- |
| 10. Januar        | Australische Zeitfahrmeisterschaft              | Michael Rogers       |
| 4. Februar        | 4. Etappe Tour of Qatar                         | Mark Cavendish       |
| 6. Februar        | 6. Etappe Tour of Qatar                         | Mark Cavendish       |
| 18. Februar       | 4. Etappe Kalifornien-Rundfahrt                 | Mark Cavendish       |
| 19. Februar       | 5. Etappe Kalifornien-Rundfahrt                 | Mark Cavendish       |
| 1. März           | Clásica de Almería                              | Greg Henderson       |
| 5. März           | 2. Etappe Murcia-Rundfahrt                      | Greg Henderson       |
| 6. März           | 3. Etappe Murcia-Rundfahrt                      | František Raboň      |
| 7. März           | Monte Paschi Eroica                             | Thomas Lövkvist      |
| 29. März          | 3. Etappe Critérium International               | Tony Martin          |
| 1. April          | 2. Etappe Drei Tage von De Panne                | Mark Cavendish       |
| 2. April          | 3a. Etappe Drei Tage von De Panne               | Mark Cavendish       |
| 10. Mai           | 6. Etappe Vier Tage von Dünkirchen              | André Greipel        |
| 27. Mai           | 1. Etappe Bayern-Rundfahrt                      | André Greipel        |
| 29. Mai           | 3. Etappe Bayern-Rundfahrt                      | André Greipel        |
| 30. Mai           | 4. Etappe Bayern-Rundfahrt (EZF)                | Tony Martin          |
| 31. Mai           | 5. Etappe Bayern-Rundfahrt                      | André Greipel        |
| 1. Juni           | Neuseen Classics – Rund um die Braunkohle       | André Greipel        |
| 7. Juni           | Philadelphia International Championship         | André Greipel        |
| 18. Juni          | 2. Etappe Ster Elektrotoer                      | André Greipel        |
| 19. Juni          | 3. Etappe Ster Elektrotoer                      | André Greipel        |
| 20. Juni          | Italienische Meisterschaft – Einzelzeitfahren   | Marco Pinotti        |
| 21. Juni          | 5. Etappe Ster Elektrotoer                      | André Greipel        |
| 25. Juni          | Norwegische Meisterschaft – Einzelzeitfahren    | Edvald Boasson Hagen |
| 25. Juni          | Tschechische Meisterschaft – Einzelzeitfahren   | František Raboň      |
| 25. Juni          | Luxemburgische Meisterschaft – Einzelzeitfahren | Kim Kirchen          |
| 26. Juni          | Deutsche Meisterschaft – Einzelzeitfahren       | Bert Grabsch         |
| 5. Juli           | 1. Etappe Österreich-Rundfahrt                  | André Greipel        |
| 6. Juli           | 2. Etappe Österreich-Rundfahrt                  | Michael Albasini     |
| 10. Juli          | 6. Etappe Österreich-Rundfahrt                  | André Greipel        |
| 12. Juli          | 8. Etappe Österreich-Rundfahrt                  | André Greipel        |
| 5.–12. Juli       | Gesamtwertung Österreich-Rundfahrt              | Michael Albasini     |
| 22. Juli          | 1. Etappe Sachsen-Tour                          | André Greipel        |
| 26. Juli          | 5. Etappe Sachsen-Tour                          | Thomas Lövkvist      |
| 2. August         | Sparkassen Giro Bochum                          | Mark Cavendish       |
| 15. August        | Belgischer Meisterschaft – Einzelzeitfahren     | Maxime Monfort       |
| 22. August        | 2. Etappe Irland-Rundfahrt                      | Mark Cavendish       |
| 30. August        | US-amerikanische Meisterschaft – Straßenrennen  | George Hincapie      |
| 7. September      | 1. Etappe Tour of Missouri                      | Mark Cavendish       |
| 8. September      | 2. Etappe Tour of Missouri                      | Mark Cavendish       |
| 14. September     | 3. Etappe Tour of Britain                       | Edvald Boasson Hagen |
| 15. September     | 4. Etappe Tour of Britain                       | Edvald Boasson Hagen |
| 16. September     | 5. Etappe Tour of Britain                       | Edvald Boasson Hagen |
| 17. September     | 6. Etappe Tour of Britain                       | Edvald Boasson Hagen |
| 12.–19. September | Gesamtwertung Tour of Britain                   | Edvald Boasson Hagen |
| 8. Oktober        | Paris–Bourges                                   | André Greipel        |

### Mannschaft 2009
| Fahrer               | Geburtsdatum       | Nationalität           |
| -------------------- | ------------------ | ---------------------- |
| Michael Albasini     | 20. Dezember 1980  | Schweiz                |
| Michael Barry        | 18. Dezember 1975  | Kanada                 |
| Edvald Boasson Hagen | 17. Mai 1987       | Norwegen               |
| Marcus Burghardt     | 30. Juni 1983      | Deutschland            |
| Mark Cavendish       | 21. Mai 1985       | Vereinigtes Königreich |
| Gert Dockx           | 4. Juli 1988       | Belgien                |
| Bernhard Eisel       | 17. Februar 1981   | Österreich             |
| Bert Grabsch         | 19. Juni 1975      | Deutschland            |
| André Greipel        | 16. Juli 1982      | Deutschland            |
| Adam Hansen          | 11. Mai 1981       | Australien             |
| Greg Henderson       | 10. September 1976 | Neuseeland             |
| George Hincapie      | 29. Juni 1973      | Vereinigte Staaten     |
| Kim Kirchen          | 3. Juli 1978       | Luxemburg              |
| Craig Lewis          | 1. Oktober 1985    | Vereinigte Staaten     |
| Thomas Lövkvist      | 4. April 1984      | Schweden               |
| Tony Martin          | 23. April 1985     | Deutschland            |
| Maxime Monfort       | 14. Januar 1983    | Belgien                |
| Marco Pinotti        | 25. Februar 1976   | Italien                |
| Morris Possoni       | 1. Juli 1984       | Italien                |
| František Raboň      | 26. September 1983 | Tschechien             |
| Mark Renshaw         | 22. Oktober 1982   | Australien             |
| Vicente Reynés       | 30. Juli 1981      | Spanien                |
| Michael Rogers       | 20. Dezember 1979  | Australien             |
| Marcel Sieberg       | 30. April 1982     | Deutschland            |
| Kanstanzin Siuzou    | 9. August 1982     | Belarus                |

### Abgänge – Zugänge 2009
| Zugänge          |                 | Abgänge         |                   |
| Michael Albasini | Liquigas        | Gerald Ciolek   | Team Milram       |
| Gert Dockx       | Neoprofi        | Scott Davis     | Fly V Australia   |
| Maxime Monfort   | Cofidis         | John Devine     | Unbekannt         |
| Mark Renshaw     | Crédit Agricole | Linus Gerdemann | Team Milram       |
|                  |                 | Roger Hammond   | Cervélo TestTeam  |
|                  |                 | Andreas Klier   | Cervélo TestTeam  |
|                  |                 | Servais Knaven  | Team Milram       |
|                  |                 | Bradley Wiggins | Garmin-Slipstream |